# (2578) Сент-Экзюпери
(2578) Сент-Экзюпери (лат. Saint-Exupéry) — типичный астероид главного пояса, открыт 2 ноября 1975 года советским астрономом Тамарой Смирновой в Крымской астрофизической обсерватории и 11 июля 1987 года назван в честь французского писателя Антуана де Сент-Экзюпери.

## Обнаружение и именование
(2578) Сент-Экзюпери
Открыт 2 ноября 1975 года в Научном Т. М. Смирновой.
Назван в память о французском писателе Антуане де Сент-Экзюпери (1900—1944) — некоторое время лётчике, авторе нескольких романов и всемирно известной сказки «Маленький принц».
Оригинальный текст (англ.)2578 Saint-Exupéry
Discovered 1975-11-02 by Smirnova, T. at Nauchnyj.
Named in memory of the French writer Antoine de Saint-Exupery (1900—1944), some time pilot, author of several novels and the world-famous tale «The Little Prince».
Источники: DISCOVERY.DB; M.P.C. 12012.

## Орбита

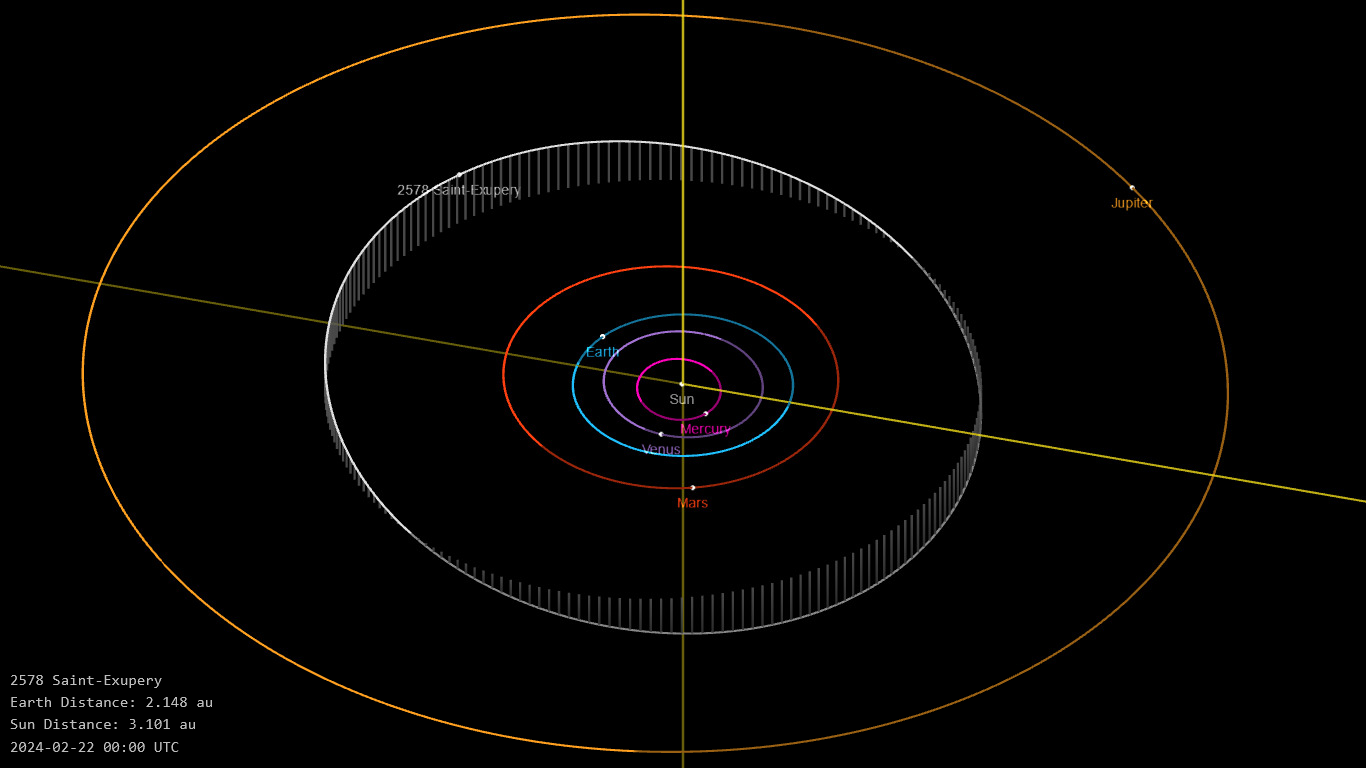
Орбита астероида Сент-Экзюпери и его положение в Солнечной системе

## Физические характеристики
Астероид относится к таксономическому классу K.
По результатам наблюдений в видимом и ближнем инфракрасном диапазоне космического телескопа NEOWISE и наблюдений в инфракрасном диапазоне спутника Akari диаметр астероида оценивался равным 17,014±0,485 км и 17,43±0,47 км. Согласно тем же источникам альбедо оценивается как 0,1680±0,0392, 0,166±0,010 и 0,168±0,039.